# Optimystique
Optimystique es el primer álbum de estudio del músico griego Yanni. Grabado en 1980 fue editado por primera vez por el sello Atlantic en 1984. Más adelante fue reeditado en 1989 por la discográfica Private Music. 
En palabras del compositor: "... Consideré re-grabar o volver a trabajar en el material antes de relanzarlo, porque el álbum tiene un sonido muy especial, representativo de la época de inicio en mi carrera, el cual quiero preservar. Para mí, es un pedazo de mi historia que recuerdo gratamente".
Este álbum, hasta entonces disponible solo en LP, contiene el sonido y estilo que ha caracterizado la trayectoria posterior de Yanni: un sonido dinámico lleno, inundado con el poder y la pasión de su herencia griega, mezclando intensos ritmos llenos de una orquestación electrónica, melodías pegadizas y un profundo lirismo. En estos temas el sintetizador se ve apoyado con el sonido de la percusión, el arpa y la textura del Bouzouki, agregando nuevas texturas.
Optimystique conserva una marcada influencia del Rock Progresivo, del que Yanni había formado parte en los primeros años de su trayectoria, incorporando una gran cantidad de elementos novedosos para la época como ese sonido de instrumentos griegos.
Se destacan del álbum las piezas “Butterfly Dance”, “The Magus”, “Turn of the Tide”, “Strings” y “Farewell”. Esta última pieza señala el estilo de otras posteriores que llevarían a calificar la obra de Yanni como Música New Age aun cuando el mismo Yanni ha expresado que no considera a su música de ese género sino como Música Instrumental Contemporánea.

## Temas
| #  | Tema               | Duración |
| -- | ------------------ | -------- |
| 1. | "The Sphynx”       | 4:05     |
| 2. | "Butterfly Dance”  | 6:21     |
| 3. | "The Magus"        | 4:40     |
| 4. | "Turn of the Tide" | 3:52     |
| 5. | "Twilight"         | 7:22     |
| 6. | "Strings”          | 3:43     |
| 7. | "The Chase"        | 5:04     |
| 8. | "Farewell"         | 2:43     |

## Personal
- Todos los temas musicales presentes en este disco fueron compuestos por Yanni
- Yanni  –  Sintetizadores y Teclados
- Ernest LaViolette  –  Baterías y Percusiones
- Tom Sterling  –  Bajo en "Twilight"
- Dugan McNeill  – Bajo en "The Chase"
- Tony Matsis  –  Bouzouki en "Strings"
- Bruce Kurno  –   Arpas

## Producción
- Producido por Jerry Steckling y Yanni
- Productores ejecutivos: Mark MacPherson y Tom Paske
- Ingeniería de audio de Jerry Steckling
- Asistente de audio: Chopper Black
- Grabado en: Cookhouse Studios & Sound 80, Minneapolis, Minnesota
- Masterización por Chris Bellman en el 'Bernie Grundman Mastering', Los Ángeles